# Markt Nordheim

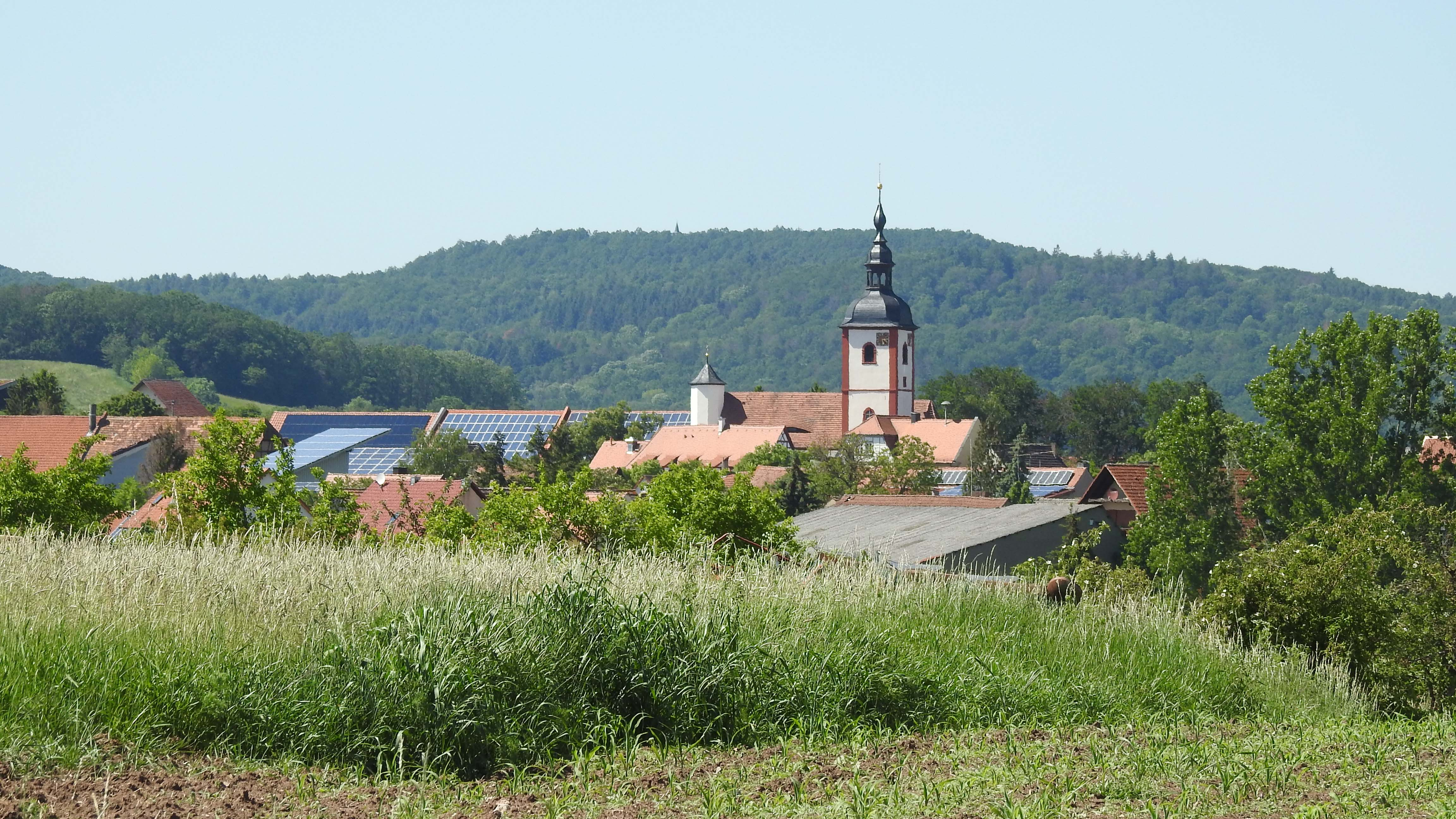
Markt Nordheim von Südosten mit dem Iffigheimer Berg (482 m)

Markt Nordheim  (fränkisch: Noada) ist ein Markt im Landkreis Neustadt an der Aisch-Bad Windsheim in Mittelfranken.

## Geografie

### Geografische Lage
Der Markt liegt an den südlichen Ausläufern des Steigerwaldes. Durch das Gemeindegebiet zieht die Wasserscheide zwischen der Gollach, die nach Westen zur Tauber abfließt, und dem beim Dorf Herbolzheim entstehenden Ehebach, der ostwärts zur Aisch fließt. Der Geroldsbach oder Gerlesbach entspringt westlich des Hauptorts, durchfließt ihn und entwässert über die Kleine Ehe in den Ehebach.

### Nachbargemeinden
Nachbarkommunen sind die Marktgemeinde Sugenheim im Norden und Osten, die gemeindefreie Markung Osing im Südosten, die Stadt Bad Windsheim im Südosten, die Gemeinde Ergersheim im Süden, die Stadt Uffenheim im Südwesten und die Gemeinde Weigenheim im Westen, alle ebenfalls im Landkreis Neustadt an der Aisch-Bad Windsheim.

### Gemeindegliederung
Die Gemeinde hat sieben Gemeindeteile (in Klammern ist der Siedlungstyp angegeben):
- Herbolzheim (Pfarrdorf)
- Kottenheim (Dorf)
- Markt Nordheim (Hauptort)
- Seehaus (Einöde)
- Ulsenheim (Pfarrdorf)
- Wildberghof (Einöde)
- Wüstphül (Siedlung)

Es gibt auf dem Gemeindegebiet die Gemarkungen Herbolzheim (nur Gemarkungsteil 0), Markt Nordheim und Ulsenheim. Die Gemarkung Markt Nordheim hat eine Fläche von 15,501 km². Sie ist in 1225 Flurstücke aufgeteilt, die eine durchschnittliche Fläche von 12653,88 m² haben. In ihr liegen neben dem namensgebenden Ort die Gemeindeteile Kottenheim, Seehaus und Wüstphül.

## Geschichte
Der Ort wurde 1231 als „Northeim“ erstmals urkundlich erwähnt. Das Grundwort des Ortsnamens ist heim (mhd. für Haus, Heimat), das Bestimmungswort ist nort (mhd. für Norden). Ortsnamen mit Richtungsangaben finden erst im Spätmittelalter Verwendung. Dass der Ort erst in dieser Zeit gegründet wurde, wird auch durch dessen relativ ungünstige Lage im hügeligen Gelände abseits eines Flusses unterstrichen. Fruchtbare Regionen wurden bereits im Frühmittelalter während der Fränkische Landnahme besiedelt. Ein Ort aus dieser Zeit ist das vier Kilometer weiter südlich am Ehebach gelegene Herbolzheim. Nordheim bedeutet also das nördlich von Herbolzheim gelegene Haus. 1730 wurde Nordheim das Marktrecht verliehen. Seitdem ist auch die Form Markt Nordheim belegt. Die mundartliche Aussprache (nōədɒ) ist eine verschliffene Form von Nordheim.
Während des Dreißigjährigen Krieges rückte der Heerführer Tilly über Neustadt an der Aisch auf der alten Straße zwischen Schauerheim und Herbolzheim nach Uffenheim vor.
1806 kam Nordheim an das Königreich Bayern. Im Rahmen des Gemeindeedikts wurde der Steuerdistrikt Nordheim gebildet. Zu diesem gehörten Kottenheim, Krassolzheim und Seehaus. Infolge des Zweiten Gemeindeedikts (1818) entstand die Ruralgemeinde Markt Nordheim mit den Orten Kottenheim und Seehaus. Sie war in Verwaltung und Gerichtsbarkeit dem Herrschaftsgericht Hohenlandsberg zugeordnet und in der Finanzverwaltung zunächst dem Rentamt Scheinfeld, nach dessen Auflösung im Jahr 1818 dem Rentamt Iphofen. Vor 1837 kam Wüstphül von der Gemeinde Herbolzheim hinzu. 1850 kam Nordheim an das Landgericht Markt Bibart. Für die Verwaltung war ab 1862 das Bezirksamt Scheinfeld zuständig (1939 in Landkreis Scheinfeld umbenannt) und für die Finanzverwaltung ab 1879 das Rentamt Markt Bibart  (1919–1929: Finanzamt Markt Bibart, von 1929 bis 1972: Finanzamt Neustadt an der Aisch, seit 1972: Finanzamt Uffenheim). Die Gerichtsbarkeit blieb beim Landgericht Markt Bibart, von 1879 bis 1973 war das Amtsgericht Scheinfeld zuständig, seit 1973 ist das Amtsgericht Neustadt an der Aisch zuständig. Am 1. Februar 1912 wurde der Name der Gemeinde Nordheim amtlich in Markt Nordheim geändert. 1964 hatte die Gemeinde eine Gebietsfläche von 15,489 km².
Im Zweiten Weltkrieg wurden die Gemeindeteile Ulsenheim und Herbolzheim fast völlig zerstört.

### Eingemeindungen
Am 1. Januar 1976 wurden die Gemeinden Herbolzheim und Ulsenheim eingegliedert.

### Einwohnerentwicklung
Im Zeitraum von 1988 bis 2018 stieg die Einwohnerzahl von 1102 auf 1122 um 20 Einwohner bzw. um 1,8 %.
Gemeinde Markt Nordheim
| Jahr      | 1818   | 1840   | 1852   | 1861   | 1867   | 1871   | 1875   | 1880   | 1885   | 1890   | 1895   | 1900   | 1905   | 1910   | 1919   | 1925   | 1933   | 1939   | 1946   | 1950   | 1961   | 1970   | 1987   | 2007   | 2010   | 2015   | 2022   |
| Einwohner | 476    | 584    | 539    | 546    | 545    | 551    | 554    | 545    | 534    | 527    | 498    | 516    | 499    | 506    | 485    | 540    | 508    | 486    | 755    | 701    | 519    | 489    | 1116   | 1150   | 1098   | 1150   | 1165   |
| Häuser    | 108    | 91     |        |        |        | 108    |        |        | 108    | 108    |        | 109    |        |        |        | 112    |        |        |        | 113    | 122    |        | 305    |        |        | 375    | 391    |
| Quelle    | [ 13 ] | [ 20 ] | [ 21 ] | [ 21 ] | [ 22 ] | [ 23 ] | [ 24 ] | [ 25 ] | [ 26 ] | [ 27 ] | [ 28 ] | [ 21 ] | [ 29 ] | [ 21 ] | [ 30 ] | [ 21 ] | [ 31 ] | [ 21 ] | [ 21 ] | [ 32 ] | [ 17 ] | [ 33 ] | [ 34 ] | [ 35 ] | [ 35 ] | [ 35 ] | [ 36 ] |

Ort Markt Nordheim
| Jahr      | 1818   | 1837   | 1840   | 1861   | 1871   | 1885   | 1900   | 1925   | 1950   | 1961   | 1970   | 1987   | 2014   |
| Einwohner | 338    | 434    | 434    | *546   | 411    | 399    | 395    | 374    | 490    | 344    | 322    | 307    | 293    |
| Häuser    | 80     | 91     | 63     |        |        | 80     | 82     | 80     | 80     | 85     |        | 87     |        |
| Quelle    | [ 13 ] | [ 15 ] | [ 20 ] | [ 22 ] | [ 24 ] | [ 27 ] | [ 29 ] | [ 31 ] | [ 32 ] | [ 17 ] | [ 33 ] | [ 34 ] | [ 37 ] |

## Politik

### Marktgemeinderat
Die Gemeinderatswahlen seit 2014 ergaben folgende Stimmenanteile und Sitzverteilungen:
| Partei/Liste                          | 2020 | 2020  | 2014  |
| Partei/Liste                          | %    | Sitze | Sitze |
| ------------------------------------- | ---- | ----- | ----- |
| Freie Wähler Markt Nordheim           | 34,9 | 4     | 4     |
| Örtliche Wählergemeinschaft Ulsenheim | 30,0 | 4     | 4     |
| Freie Wähler Herbolzheim              | 35,1 | 4     | 4     |

### Verwaltung
Die Gemeinde ist Mitglied der Verwaltungsgemeinschaft Uffenheim.

### Wappen
| Wappen von Markt Nordheim | Blasonierung: „Gespalten; vorne fünfmal gespalten von Silber und Blau, hinten in Rot im linken Obereck ein Kopf mit flatternden goldenen Haaren, aus dessen blasendem Mund silberne Windstrahlen hervorgehen.“ |
| Wappen von Markt Nordheim | |

Eine Gemeindeflagge gibt es nicht.

## Kultur und Sehenswürdigkeiten

### Bau- und Bodendenkmäler
- Burgruine Hohenkottenheim auf dem Hohenkottenheim
- Schloss Seehaus
- ehemaliger Gutshof der Fürsten Schwarzenberg im Gemeindeteil Wüstphül

### Schutzgebiete
- Das Naturschutzgebiet Gipshöhle Höllern und Gipshügel Sieben Buckel südlich von Markt Nordheim

### Museen
- Osingmuseum in Herbolzheim

### Musik
- Kirchenchor Markt Nordheim
- Nordheimer Singvögel (Kinderchor)
- Posaunenchor Markt Nordheim
- Musikverein Zeitvertreib Ulsenheim
- Kirchenchor Ulsenheim
- Männergesangverein Eintracht Herbolzheim

### Vereine
- Wein- und Gartenbauverein Markt Nordheim
- TSV 1890 Markt Nordheim (Sportverein)
- Bürgerliche Schützengesellschaft Markt Nordheim
- Jugendclub Grünes Haus e. V.
- Soldatenkameradschaft Herbolzheim
- BJB (bayerische Jungbauernschaft) Herbolzheim
- Wein- und Gartenbauverein Ulsenheim

### Regelmäßige Veranstaltungen
- Straßenweinfest, jährlich am letzten Juliwochenende (Freitag bis Sonntag)
- Kirchweih, jährlich am dritten Oktoberwochenende (Donnerstag bis Montag)

## Verkehr
Die Kreisstraße NEA 31 führt über Kottenheim, Ingolstadt und Ezelheim nach Sugenheim zur Staatsstraße 2253 (6,5 km östlich) bzw. über Wüstphül zur Staatsstraße 2256 (4 km südwestlich). Die Kreisstraße NEA 33 führt nach Krautostheim zur St 2256 (2,4 km südöstlich). Eine Gemeindeverbindungsstraße führt zur St 2256 bei Herbolzheim (2,8 km südlich).

## Söhne und Töchter der Gemeinde
- Hermann III. von Kottenheim († 1447), Abt von Kloster Ebrach (1430–1437) (geboren wohl in Kottenheim)
- Karl Gerhard Steck (1908–1983), evangelischer Pfarrer, Mitglied der Bekennenden Kirche (BK), Hochschullehrer für Systematische Theologie und Autor theologisch-wissenschaftlicher Werke
- Die Edelfreien von Ulsenheim (1112–1242/70)[41]

## Sonstiges
- Im Jahr 2007 konnte Markt Nordheim im Wettbewerb Unser Dorf soll schöner werden – unser Dorf hat Zukunft eine Goldmedaille auf Landesebene (Bayern) erringen, was vor allem durch Eigeninitiative der Bürger und das rege Vereinsleben ermöglicht wurde.
- Am 19. August gewann der Ort beim Bundesentscheid des gleichen Wettbewerbs eine Bronzemedaille.